# Rolex Datejust

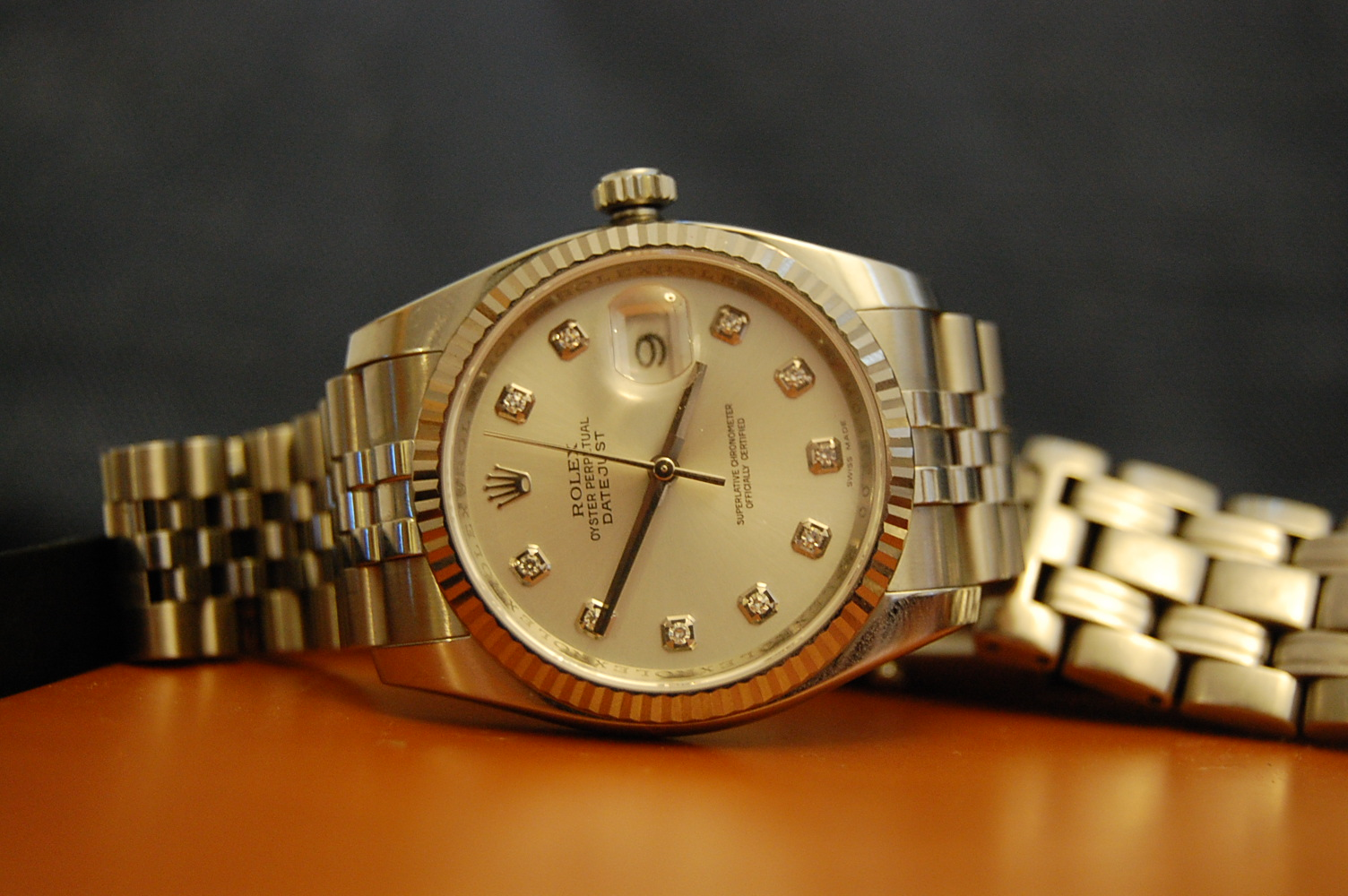
Rolex Datejust

Il Rolex Oyster Perpetual Datejust è un orologio da polso, a carica automatica prodotto dalla Rolex. 

## Descrizione e storia
Quando fu lanciato nel 1945, il Datejust fu il primo orologio da polso con una funzione di cambio automatico della data.
Rolex ha introdotto l'originale Datejust nel 1945 per celebrare il 40º anniversario dell'azienda. Era disponibile solo in oro giallo a 18 carati e aveva un piccolo avvolgitore a bolle con un dorso profondamente a cupola. Presenta anche la custodia impermeabile Oyster della compagnia (introdotta per la prima volta nel 1926), una lunetta scanalata e il nuovo bracciale Jubilee (così chiamato per l'occasione).
Nel corso degli anni, il movimento Datejust ha subito miglioramenti sottili alle sue caratteristiche e un'espansione delle opzioni di progettazione. Diversi anni dopo il suo debutto, nel 1954, Rolex aggiunse l'ormai famosa lente Cyclope come un importante aggiornamento.
Il Datejust è offerto con tre classici bracciali Rolex: il Jubilee, l'Oyster e, più raramente e solo in modelli in materiale pregiato, il President, tipico del Day-Date. Il Datejust originale è stato lanciato con una dimensione della cassa di 36 mm. Più tardi, tuttavia, le versioni femminili e medie diventarono disponibili. Il modello Turn-O-Graph fu introdotto nel 1955 come un premio dato ai piloti dell'aeronautica statunitense che tornavano dalle missioni di combattimento. Presenta una ghiera girevole contrassegnata a 60 minuti, che può essere utilizzata per misurare intervalli di tempo. Datejust di questo tipo sono stati soprannominati "Thunderbirds". Chuck Yeager indossò uno di questi modelli quando ruppe la barriera del suono. Questa sarebbe stata la base per il Rolex Explorer (progettato per la spedizione su Mount Everest di Sir Edmund Hillary), il Rolex Submariner e il Rolex Sea Dweller.
Nel 2009 è stato rilasciato il Rolex Oyster Perpetual Datejust II. Con un diametro di 41 mm (esclusa la corona), la sua cassa è più grande dell'originale Datejust.
Nel 2016 è stato rilasciato Rolex Oyster Perpetual Datejust 41. L'orologio è realizzato in acciaio inossidabile, acciaio e oro giallo 18 carati, o oro a 18 carati (bracciale Rolex in oro rosa). Il Datejust 2016 41 mm è proposto con i bracciali Oyster o Jubilee. Mentre il Datejust 41 ha una cassa del diametro di 41 mm simile al Datejust II, il Datejust 41 ha indici più piccoli e una lunetta più sottile rispetto al Datejust II.
Nel 2019 è stato rilasciato il Rolex Oyster Perpetual Datejust 36. Questo nuovo modello vede il ritorno alla "classica" cassa da 36 mm ed è equipaggiato con il calibro 3235.